# Perissus intersectus
Perissus intersectus är en skalbaggsart som beskrevs av Holzschuh 2003. Perissus intersectus ingår i släktet Perissus och familjen långhorningar. Inga underarter finns listade i Catalogue of Life.